# Psettina
Psettina is een geslacht van straalvinnige vissen uit de familie van botachtigen (Bothidae). Het geslacht is voor het eerst wetenschappelijk beschreven in 1915 door Hubbs.

## Soorten
- Psettina brevirictis (Alcock, 1890)
- Psettina filimana Li & Wang, 1982
- Psettina gigantea Amaoka, 1963
- Psettina hainanensis (Wu & Tang, 1935)
- Psettina iijimae (Jordan & Starks, 1904)
- Psettina multisquamea Fedorov & Foroshchuk, 1988
- Psettina profunda (Weber, 1913)
- Psettina senta Amaoka & Larson, 1999
- Psettina tosana Amaoka, 1963
- Psettina variegata (Fowler, 1934)